# لهجه اراکی
گویش اراکی یکی از گویش‌های فارسی است که در کلان‌شهر اراک و حومه آن صحبت می‌شود. در شهر اراک و حومه آن این لهجه را به‌صورت کمرنگ‌تر و در روستاهای اطراف به صورت غلیظ‌تر می‌توان مشاهده کرد. پیش از پیدایش شهر اراک گویش‌های متفاوتی در منطقه وجود داشت، اما با مهاجرت گروه‌های مختلف و ساکنان آن‌ها در شهر ترکیب خاصی از لهجه‌های گوناگون به‌وجود آمد که امروزه به نام لهجه اراکی شناخته می‌شود. در لهجه اراکی بسیاری واژه‌ها از زبان تاتی نیز وارد شده‌است، این لهجه در شهر اراک رو به نابودی است و مردم به خصوص جوانان فارسی را بدون لهجه یا کتابی سخن می‌گویند.

## آواشناسی
یکی از ویژگی‌های بارز گویش اراکی که آن را از لهجه معیار فارسی متمایز کرده، تبدیل، تخفیف و قلب شدن حروف است. در زیر برخی از تفاوت‌های آوایی حروف در لهجه اراکی نشان داده شده‌است.

(نکته:در برخی مناطق استان مرکزی ممکن است آوا ها کمی تفاوت داشته باشند)

| نوع تغییر | از شکل اصلی آوا | به شکل تغییر یافته آوا | مثال در زبان فارسی معیار   | مثال در لهجه اراکی             |
| --------- | --------------- | ---------------------- | -------------------------- | ------------------------------ |
| تخفیف     | من              | مُ                      | من رفتم                    | مُ رفتُم                         |
| تخفیف     | تو هستی         | تُنی                    | محمد تو هستی؟              | مَمَد تُنی؟                       |
| تبدیل     | وا؟             | وُی!                    | وا؟ اصلاً به قیافش نمی خوره | وُی! اصً بِشِش نَمیا                |
| تخفیف     | دهان            | دُن                     | دهانم سوخت                 | دُنُم سُختا                       |
| تبدیل     | چه چیزی         | چیشی                   | چه چیزی می‌گویی؟            | چیشی می گی؟                    |
| تبدیل     | آب              | اِوُ                     | آب بخور                    | اِوُ بَخُور، اِوُ باخُور              |
| تبدیل     | نشتستن          | نِشتن                   | بیا بنشین اینجا            | بیا بَنیش اینجو، بیا بِنیش اینجو |
| کاهش      | نِمی             | ناما، نَم               | نمی‌توانم                   | نَمتونُم                         |
| کاهش      | نِمی             | ناما، نَم               | نمی‌خواهم                   | ناماخام                        |
| قلب       | ب               | واو                    | شب                         | شُو                             |
| قلب       | ب               | واو                    | تب                         | تُو                             |

## لغت‌شناسی
در لهجه اراکی همانند لهجه‌های دیگر گاهی جایگزینی برای بعضی از لغت‌های رایج در فارسی معیار آورده شده‌است.
(نکته:در برخی مناطق استان مرکزی ممکن است کلمات کمی تفاوت داشته باشند)
| فارسی معیار                                     | لهجه اراکی      |
| ----------------------------------------------- | --------------- |
| گنجشک                                           | مَلوچ ، مَلیچَک    |
| نفر آخر                                         | قاق             |
| ملاقه                                           | چُمچه            |
| بیرون                                           | صحرا            |
| کلاغ                                            | قِلاق            |
| شوهر خواهر                                      | یَزنه            |
| پدر زن                                          | خُسوره           |
| دو زانو نشستن (چمباتمه)                         | چُتُلی            |
| نوعی بیماری                                     | آتیشِک           |
| فرد مبتلا به‌آتیشِک که به‌صورت فحش نیز به‌کار می‌رود | آتیشِکی          |
| نردبان                                          | نَردیون          |
| داس                                             | دَسغاله          |
| ناودان                                          | سول             |
| دری وری                                         | مَلِه‌موتی         |
| سوسک صحرایی با بال‌های براق                      | سوسوله برغی     |
| رودل (بیماری)                                   | چالمه و سقل سرد |
| کسی را روی کول گذاشتن                           | قَلَن قوشون گرفتن |
| عجیب و غریب (تافته جدا بافته)                   | بِلا عجایبی      |
| زشت                                             | بَسّاخت           |
| کسی که تازه با چیزی آشنا شده (ندیده)            | نِیده بِیده       |
| محتاج                                           | تامارز          |
| پرتاب کن                                        | قو دی           |
| فردا                                            | صُبا             |
| پس فردا                                         | صُبا صبح         |
| نیشگون                                          | چَنگوله          |
| مسخره کردن                                      | لیچار کردن      |
| هنوز                                            | هَنی             |
| ضربه ای که با نوک پا نواخته می‌شود               | توک لقّه         |
| چوب کوچک (حدوداً به ضخامت چوب کبریت) و کوتاه     | چولّه            |
| با کنار مشت به کسی زدن (آرام)                   | سوقولمه         |

### شعری به لهجه اراکی
شعر زیر نمونه‌ای از اشعار محلی است که به لهجه اراکی سروده شده‌است.
| اَی جِزِ جیگر بَزِنی ایشالا دِ وِلُم کُن      |  | کَم سَر بِه سَرُم بَل بیخودی خُون به دِلُم کُن     |
| ایی پیرَنِ جا موندتا وَرگی بَل تو یَخدُون  |  | آتیش بَگیری بَبَم مُنا اینقَذه نَچِزون          |
| هِی نیششا طاق میلهَ ذلیل مُردهٔ گُنده     |  | مُو تَر اُومدُم، اَمرو که هیَکل خُونه مُونده     |
| مُو قَدِ تو بودُم نَنَم اَ جاش نَمیجُمّید      |  | کاراش با مُو بود اون و شوَرش همشا می خُفتید |
| حالا مُو باید صُب تا پَسین هی بِکَنُم جون  |  | یا دنبال اِوُ باید بَرُم یا عقبِ نون          |
| اَمشُو دُو شُو نَخُفتیدُم بَچَم نَمیلَه         |  | با پا لُوِ تَندور نَرَه بِفتَه سَر به کَلَه        |
| وُی وُی! مُنا این نیم وجبی به تنگ آوُرده |  | اَی قَد نَکِشَه خدا کنه جُونِمَرگ مُردَه           |
| داغت بامونه بَندِ دِلُم به حق قُرئون      |  | یه دَقّه وَخی بچّیا بَگیر بغل بگردون          |
| با دَسّه هَوَنگ شیطونه میگه بَل تو دِندَش   |  | آتیش بَگیره خدا کُنَه مُرده و زندَش           |

## ضرب‌المثل اراکی
| ضرب‌المثل اراکی                          | معنی و مفهوم                                                         |
| --------------------------------------- | -------------------------------------------------------------------- |
| میونِ میونجی آروسی (عروسی) آم (عمو) گُرجی | به کسی که کاری را بدون در نظر گرفتن موقعیت مناسب انجام بدهد می‌گویند. |
| اَ غورباقَه خُو بلبل عمل نَمیا              | هر کس به شکل خانواده ای که در آن بزرگ شده در می‌آید.                  |